# 阿瑟 (內華達州)
阿瑟（英語：Arthur）是位於美國內華達州埃爾科縣的非建制地區。

## 歷史
阿瑟的郵局於1881年設立，1887年關閉後又於1889年重啟，最終於1951年停運。

## 地理
阿瑟所處的海拔為高於海平面1935米（即6349英呎），而該地所採用的時區為UTC-8，即太平洋时区（PST）。同時該地設有夏令時間，為UTC-8調快一小時，即UTC-7（PDT）。